# Паїньйо
Мануель Фернандес Фернандес (ісп. Manuel Fernández Fernández), відомий як Паїньйо (ісп. Pahiño, 21 січня 1923, Віго — 12 червня 2012, Мадрид) — іспанський футболіст, що грав на позиції нападника, зокрема, за клуби «Сельта Віго» та «Реал Мадрид», а також національну збірну Іспанії.
Дворазовий володар Трофею Пічічі, нагороди найкращому бомбардиру сезону Ла-Ліги.

## Клубна кар'єра
Народився 21 січня 1923 року в місті Віго. Вихованець юнацьких команд футбольних клубів «Навія» і «Аренас де Алькабре».
У дорослому футболі дебютував 1943 року виступами за команду клубу «Сельта Віго», в якій провів п'ять сезонів, взявши участь у 101 матчі чемпіонату.  Більшість часу, проведеного у складі «Сельти», був основним гравцем атакувальної ланки команди. У складі «Сельти» був одним з головних бомбардирів команди, маючи середню результативність на рівні 0,58 голу за гру першості. У сезоні 1947/48, забивши 21 гол в іграх Ла-Ліги, став володарем Трофею Пічічі як найкращий бомбардир турніру.
1948 року у статусі найефективнішого нападника національної першості приєднався до складу команди «Реал Мадрид». У королівському клубі провів наступні п'ять сезонів своєї ігрової кар'єри, був його основним нападником і продовжував відзначатися високою результативністю. В сезоні 1951/52 удруге вийшов переможцем у суперечці бомбардирів Ла-Ліги, цього разу з 28 забитими голами. Утім його старання не допомогли «Реалу» протягом цього періоду його історії піднятися вище третього місця у чемпіонаті Іспанії. З приходом до королівського клубу у 1953 році зіркового південноамериканського нападника Альфредо Ді Стефано залишив Мадрид.
Протягом 1953—1956 років захищав кольори команди клубу «Депортіво».
Завершив професійну ігрову кар'єру у клубі «Гранада», за команду якого виступав протягом сезону 1956/57, за результатами якого допоміг команді виграти змагання у Сегунді.

## Виступи за збірну
У червні 1948 року дебютував в офіційних матчах у складі національної збірної Іспанії, відзначивши свій дебют голом у ворота швейцарців. Попри це, провівши ще одну гру наступного року, тривалий час до лав збірної не залучався. А свою третю і останню гру за національну команду провів лише 1955 року, ставши при цьому автором обох голів у товариській грі проти ірландців (2:2).
Помер 12 червня 2012 року на 90-му році життя у Мадриді.

## Титули і досягнення

### Особисті
- Найкращий бомбардир Ла-Ліги (2): 1947-1948 (21 гол), 1951-1952 (28 голів)